# Aaron Yoo
Aaron Yoo (East Brunswick, Nueva Jersey, 12 de mayo de 1979) es un actor estadounidense conocido por su papel en la película Disturbia.

## Biografía
Aaron Yoo es nativo de East Brunswick Township, Nueva Jersey de ascendencia coreana. Tiene una hermana mayor. Tocó el violonchelo para la orquesta de East Brunswick High School. Se graduó en la Universidad de Pensilvania en 2001, donde fue miembro de la fraternidad Sigma Nu.
Yoo sufrió de apendicitis, poco antes de la filmación de Friday the 13th, y no pudo filmar sus escenas inmediatamente.

## Carrera
Su carrera inició con los filmes de 2007 Disturbia y American Pastime. En 2008 actuó en Nick and Norah's Infinite Playlist, The Wackness y Labor Pains, y tuvo un papel en la película del 2009 Friday the 13th.
Coprotagonizó en Rocket Science de HBO como Heston, el mejor amigo del protagonista. El crítico Rory Liston describió a Heston como «uno de los mejores personajes de la década» y «un temor inspirador muestra la emoción que refleja la comunidad asiática en Estados Unidos». En 2009, el escritor y director Jeffrey Blitz fue citado al decir que Heston estaba basado en el comentario de Liston.

## Filmografía
| Filme      | Filme                              | Filme              | Filme                  |
| Año        | Filme                              | Rol                | Notas                  |
| ---------- | ---------------------------------- | ------------------ | ---------------------- |
| 2005       | Things That Go Bump in the Night   | Brad               |                        |
| 2006       | Dry Clean Only                     | Dry Cleaners Clerk |                        |
| 2007       | Rocket Science                     | Heston             |                        |
| 2007       | American Pastime                   | Lyle Nomura        |                        |
| 2007       | Disturbia                          | Ronnie             |                        |
| 2008       | The Wackness                       | Justin             |                        |
| 2008       | 21 blackjack                       | Choi               |                        |
| 2008       | 364 Cranes                         | Tommy              |                        |
| 2008       | Nick and Norah's Infinite Playlist | Thom               |                        |
| 2009       | Viernes 13                         | Chewie             |                        |
| 2009       | The Good Guy                       | Steve-O            |                        |
| 2009       | Labor Pains                        | Miles              |                        |
| 2009       | Gamer                              | Humanz Dude        |                        |
| 2010       | A Nightmare on Elm Street          | Marcus Yeon        |                        |
| 2011       | 10 Years                           | Peter Jung         |                        |
| 2012       | She Wants Me                       | Max                |                        |
| 2013       | McCanick                           | Carl               |                        |
| 2014       | Kid Cannabis                       | Brendan Butler     |                        |
| 2021       | Wish Dragon                        | Pockets            |                        |
| Televisión |                                    |                    |                        |
| Año        | Título                             | Rol                | Notas                  |
| 2003       | Ed                                 | Estudiante Ethan   | 1 episodio             |
| 2004       | Law & Order: Special Victims Unit  | Tommy              | 1 episodio             |
| 2005       | Cinema AZN                         | Crítico de DVD     | Episodios desconocidos |
| 2006       | Love Monkey                        | Staffer #2         | 1 episodio             |
| 2006       | The Bedford Diaries                | James Fong         | papel recurrente       |
| 2008       | ER                                 | Kwan Li            | 1 episodio             |
| 2010       | Drop Dead Diva                     | Edward Kim         | 1 episodio             |
| 2013       | The Tomorrow People                | Russell            | Elenco principal       |